# Hans Bauer (Politiker, 1920)
Hans Bauer (* 27. Mai 1920; † 24. März 1976) war ein deutscher Kommunalpolitiker (SPD) und Oberbürgermeister der Stadt Weiden in der Oberpfalz vom  1. Mai 1970 bis zu seinem Tod.

## Wirken
Hans Bauer, ein Stadtverwaltungsbeamter, war Mitglied des Weidener Stadtrats und dort auch Fraktionsvorsitzender der SPD. In dieser Zeit war er Mitgründer der Arbeiterwohlfahrt-Altenclubs „Josef Künstler“ (1963), „Karl Engelhardt“ (1967) und „Stockerhut“ (1969).
Im Jahr 1970 wurde er in das Amt des Weidener Oberbürgermeisters gewählt, nachdem sich sein langjähriger Amtsvorgänger und Parteigenosse Hans Schelter aus Altersgründen nicht mehr zur Wahl für das Amt aufstellen ließ. Bauer sollte auch 1976 wieder für das Amt des Stadtoberhauptes kandidieren, verstarb zuvor aber plötzlich. In seiner Amtszeit richtete er unter anderem die Bürger-Beratungsstelle der Stadt ein.
Die SPD stellte nach Bauers Tod Willibald Moser als Ersatzkandidaten auf, der sich aber nicht gegen den CSU-Kandidaten Hans Schröpf durchsetzen konnte. Dieser hatte zuvor in seinem Wahlkampf gar Unterstützung bei SPD-Altoberbürgermeister Schelter gefunden hatte.

## Ehrungen
Am 4. Dezember 1971 erhielt Bauer die Ehrenmitgliedschaft der EAW-Siedlergemeinschaft Weiden in der Oberpfalz.

## Würdigungen

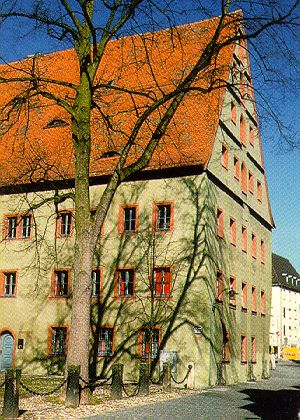
Altes Schulhaus in Weiden; heute das Kulturzentrum „Hans Bauer“.

In Weiden ist nach ihm das Kulturzentrum in der Schulgasse (Altes Schulhaus) sowie der dortige Kultursaal und das Seniorenheim der Arbeiterwohlfahrt (AWO) in der Leimbergerstraße 45 benannt.